# Atacamatitan
Atacamatitan – rodzaj zauropoda z kladu Titanosauria żyjącego w kredzie późnej na terenach dzisiejszej Ameryki Południowej. Gatunkiem typowym jest A. chilensis, którego holotypem jest niekompletny szkielet oznaczony SGO-PV-961 z zachowaną prawą kością udową, końcem bliższym prawej kości ramiennej, dwoma kręgami grzbietowymi, żebrami, możliwym fragmentem mostka i szeregiem innych, niekompletnych kości (w tym fragmentami kręgów ogonowych); wszystkie kości odkryto na obszarze o powierzchni 2 m² i najprawdopodobniej należą one do jednego osobnika. Skamieniałości A. chilensis odkryto w osadach formacji Tolar na obszarze pustyni Atakama, niedaleko miasta Conchi Viejo w chilijskim regionie Antofagasta. Odkrycie skamieniałości zauropoda w osadach tej formacji potwierdza, że reprezentuje ona (a przynajmniej ta jej część, z której pochodzą skamieniałości) późną kredę; wcześniej istniały kontrowersje co do tego, czy reprezentuje ona kredę czy też paleocen. Szkielet A. chilensis jest drugim najbardziej kompletnym szkieletem tytanozaura odkrytym dotąd w Chile.
Autapomorfiami A. chilensis są: występujące w trzonach kręgów grzbietowych otwory (pleurocele), które są zaokrąglone lub eliptyczne i nie są spiczasto zakończone; silnie wklęsła powierzchnia wentralna (brzuszna) kręgów grzbietowych; bocznie spłaszczone wyrostki kolczyste (o ostrej przedniej krawędzi) na tylnych kręgach ogonowych oraz trzon kości udowej, który stopniowo zwęża się ku dołowi przez 2/3 swojej długości. W porównaniu z zachowaną częścią kości ramiennej kość udowa była smuklejsza, co może sugerować, że u Atacamatitan kończyny przednie były mocniej zbudowane niż kończyny tylne.
Pozycja filogenetyczna A. chilensis w obrębie tytanozaurów jest niepewna. Autorzy jego opisu nie przeprowadzili analizy kladystycznej w celu ustalenia jego pokrewieństw; w oparciu o porównania z kośćmi innych tytanozaurów zakładają, że Atacamatitan był tytanozaurem bardziej bazalnym niż przedstawiciele rodziny Saltasauridae, ale jednocześnie był bliżej spokrewniony z tą rodziną niż z malawizaurem. Autorzy wykluczyli też jego przynależność do kladu Aeolosaurini. Także z analizy kladystycznej przeprowadzonej przez Rubilar-Rogersa i współpracowników (2012) (w oparciu o macierz danych z analizy Wilsona z 2002 r.) wynika, że Atacamatitan był przedstawicielem Lithostrotia nienależącym do Saltasauridae. Na drzewie zgodności wygenerowanym w oparciu o 21 najbardziej oszczędnych drzew A. chilensis był w nierozwikłanej politomii z rodzajami Rapetosaurus, Nemegtosaurus i Isisaurus oraz z rodziną Saltasauridae.